# Nikita Bersenev
Nikita Bersenev –em russo, Никита Берсенев– (25 de março de 2000) é um desportista russo que compete no ciclismo nas modalidades de pista e rota.
Ganhou uma medalha de ouro no Campeonato Europeu de Ciclismo em Pista de 2020, na prova de perseguição por equipas. Nos Jogos Europeus de 2019 obteve uma medalha de ouro na mesma prova.

## Medalheiro internacional
| Jogos Europeus     | Jogos Europeus        | Jogos Europeus  | Jogos Europeus          |
| Ano                | Lugar                 | Medalha         | Competição              |
| ------------------ | --------------------- | --------------- | ----------------------- |
| 2019               | Minsk ( Bielorrússia) | Medalha de ouro | Perseguição por equipas |
| Campeonato Europeu |                       |                 |                         |
| Ano                | Lugar                 | Medalha         | Competição              |
| 2020               | Plovdiv ( Bulgária)   | Medalha de ouro | Perseguição por equipas |